# Pippa Passes (filme)
Pippa Passes ou The Song of Conscience é um filme mudo norte-americano de 1913 em curta-metragem, do gênero drama, dirigido por D. W. Griffith, baseado no poema de mesmo nome, escrito por Robert Browning.

## Elenco
- Gertrude Robinson ... Pippa
- George Nichols ... Pippa's Husband
- Arthur V. Johnson ... Luca
- Marion Leonard ... Ottima
- Owen Moore ... Sibald